# Argemone albiflora
Argemone albiflora là một loài thực vật có hoa trong họ Anh túc. Loài này được Hornem. mô tả khoa học đầu tiên năm 1815.